# Amata cyanura
Amata cyanura är en fjärilsart som beskrevs av Edward Meyrick 1886. Amata cyanura ingår i släktet Amata och familjen björnspinnare. Inga underarter finns listade i Catalogue of Life.